# Tunnel Baukau
Der Tunnel Baukau ist ein 550 Meter, insgesamt, mit seinem 187 Metern Trogbauwerk, 737 Metern, langer Straßentunnel im Autobahnkreuz Herne.
Er stellt die Verbindung von Wuppertal (A43) nach Gelsenkirchen (A42) her.

## Geschichte
Mit dem Bau des Tunnels wurde 2019 im Rahmen des Umbaus des Autobahnkreuzes Herne begonnen. 2023 erfolgte der Durchstich..
Die Eröffnung fand am 18. August 2025 statt.

## Verlauf
Der Tunnel dient der Verbindung von Wuppertal nach Gelsenkirchen und unterquert wichtige Bahnstrecken.

## Kosten
Der ursprüngliche Kostenansatz betrug 2019, inklusive der Sicherheitstechnik, ungefähr 67,2, die endgültige Investition zur Freigabe am 18.08.2025 ungefähr 84 Millionen Euro.

## Sicherheit
Tunnelsperranlage, Beleuchtung, Belüftung, Betriebsgebäude, sowie Fluchtstollen zur Baukauer Straße. Querschnitt ungefähr 10 Meter Breite, 4,70 Meter Höhe, beidseitige Notgehwege.